# Danh sách tập phim Fairy Tail (mùa 9)
Đây là danh sách tập phim anime Fairy Tail mùa 9 của đạo diễn Ishihira Shinji, sản xuất bởi A-1 Pictures và Bridge.
Mùa này bắt đầu phát sóng từ 7 tháng 10 năm 2018 trên TV Tokyo  theo tác giả thông báo đây là mùa phim cuối cùng của thương hiệu này.

## Danh sách tập
| #   | Tên tập phim                                                                                   | Ngày phát sóng gốc   |
| --- | ---------------------------------------------------------------------------------------------- | -------------------- |
| 278 | "Lễ tạ ơn của Lamia Scale" "Ramia Sukeiru Kanshasai" (蛇姫の鱗ラミアスケイル感謝祭)            | 7 tháng 10 năm 2018  |
| 279 | "Bởi vì đó là tình yêu" "Aishiteru kara" (愛してるから)                                        | 14 tháng 10 năm 2018 |
| 280 | "Avatar" "Avatāru" (黒魔術教団)                                                                | 21 tháng 10 năm 2018 |
| 281 | "Đụng độ dưới lòng đất" "Chika no Gekitō" (地下の激闘)                                         | 28 tháng 10 năm 2018 |
| 282 | "Kế hoạch thanh tẩy" "Jōka Sakusen" (浄化作戦)                                                 | 4 tháng 11 năm 2018  |
| 283 | "Ikusatsunagi" (イクサツナギ)                                                                  | 11 tháng 11 năm 2018 |
| 284 | "Hồi ký" "Kaisōroku" (回想録)                                                                  | 18 tháng 11 năm 2018 |
| 285 | "Hội trưởng Đệ Thất" "Nanadaime Girudo Masutā" (七代目ギルドマスター)                          | 25 tháng 11 năm 2018 |
| 286 | "Phép tắc không gian" "Kūkan no Okite" (空間の掟)                                              | 2 tháng 12 năm 2018  |
| 287 | "Hoàng Đế Spriggan" "Kōtei Supurigan" (皇帝スプリガン)                                         | 9 tháng 12 năm 2018  |
| 288 | "Vùng đất Thánh bị bỏ rơi" "Kami ni Misuterareta Chi e" (神に見捨てられた地へ)                 | 16 tháng 12 năm 2018 |
| 289 | "Mavis và Zeref" "Meibisu to Zerefu" (メイビスとゼレフ)                                        | 23 tháng 12 năm 2018 |
| 290 | "Fairy Heart" "Fearī Hāto" (妖精の心臓)                                                        | 6 tháng 1 năm 2019   |
| 291 | "Trận chiến bảo vệ Magnolia" "Magunoria Hōeisen" (マグノリア防衛戦)                            | 13 tháng 1 năm 2019  |
| 292 | "Sao mai" "Myōjō" (明星)                                                                       | 20 tháng 1 năm 2019  |
| 293 | "Vì ai mà "mùi hương" tan chảy" "Sono Parufamu wa Ta ga Tame ni" (その香りは誰がために)        | 27 tháng 1 năm 2019  |
| 294 | "Natsu vs. Zeref" "Natsu vs. Zerefu" (ナツ vs. ゼレフ)                                         | 3 tháng 2 năm 2019   |
| 295 | "Vượt qua 400 năm" "Yonhyaku-nen no Toki o Koe" (400年の時を超え)                              | 10 tháng 2 năm 2019  |
| 296 | "Điều tôi muốn làm" "Atashi no Shitai Koto" (あたしのしたい事)                                 | 17 tháng 2 năm 2019  |
| 297 | "Cố gắng đến phút cuối cùng" "Tatakai ga Owaru made wa" (戦いが終わるまでは)                   | 24 tháng 2 năm 2019  |
| 298 | "Thời gian yên lặng" "Shizuka naru Toki no Naka de" (静かなる時の中で)                         | 3 tháng 3 năm 2019   |
| 299 | "Natsu phục hồi" "Fukkatsu no Natsu!!" (復活のナツ!!)                                          | 10 tháng 3 năm 2019  |
| 300 | "Lịch sử quân đoàn" "Shikabane no Hisutoria" (屍のヒストリア)                                  | 17 tháng 3 năm 2019  |
| 301 | "Khí phách" "Kihaku" ( 気魄)                                                                   | 24 tháng 3 năm 2019  |
| 302 | "Phong ấn thứ ba" "Dai San no In" (第三の印)                                                   | 31 tháng 3 năm 2019  |
| 303 | "Mãi mãi cùng nhau" "Zutto Futari de" (ずっと二人で)                                           | 7 tháng 4 năm 2019   |
| 304 | "Fairy Tail Zero" "Fearī Teiru Zero" (フェアリーテイル ZERO)                                   | 14 tháng 4 năm 2019  |
| 305 | "Bạch Dragneel" "Shiroki Doraguniru" (白きドラグニル)                                          | 21 tháng 4 năm 2019  |
| 306 | "Ma đạo sĩ mùa đông" "Fuyu no Madōshi" (冬の魔導士)                                            | 28 tháng 4 năm 2019  |
| 307 | "Gray và Juvia" "Gurei to Jubia" (グレイとジュビア)                                            | 5 tháng 5 năm 2019   |
| 308 | "Ác quỷ mạnh nhất trong sách của Zeref" "Zerefu Sho Saikyō no Akuma" (ゼレフ書最強の悪魔)      | 12 tháng 5 năm 2019  |
| 309 | "Mối liên kết bị đứt gãy" "Kowareta Kizuna o" (壊れた絆を)                                     | 19 tháng 5 năm 2019  |
| 310 | "Khoái lạc và thống khổ" "Kairaku to Kutsū" (快楽と苦痛)                                       | 26 tháng 5 năm 2019  |
| 311 | "Trái tim của Natsu" "Natsu no Kokoro" (ナツノココロ)                                          | 2 tháng 6 năm 2019   |
| 312 | "Bạc Ảnh Long Sting" "Hakueiryū no Sutingu" (白影竜のスティング)                               | 9 tháng 6 năm 2019   |
| 313 | "Long chủng" "Ryū no Tane" (竜の種)                                                            | 16 tháng 6 năm 2019  |
| 314 | "Thuật bùa chú cực hạn" "Masutā Enchanto" (極限付加術マスターエンチャント)                     | 23 tháng 6 năm 2019  |
| 315 | "Rồng hay ác quỷ" "Ryū ka Akuma ka" (竜か悪魔か)                                               | 30 tháng 6 năm 2019  |
| 316 | "Át chủ bài của Gray" "Gurei no Kirifuda" (グレイの切り札)                                     | 7 tháng 7 năm 2019   |
| 317 | "Tương lai đen tối" "Kuroi Mirai" (黒い未来)                                                   | 14 tháng 7 năm 2019  |
| 318 | "Tên của ta là..." "Boku no Namae wa..." (ぼくのなまえは…)                                     | 21 tháng 7 năm 2019  |
| 319 | "Tình cảm" "Jō" (情)                                                                           | 28 tháng 7 năm 2019  |
| 320 | "Neo Eclipse" "Neo Ekuripusu" (ネオ・エクリプス)                                               | 4 tháng 8 năm 2019   |
| 321 | "Không còn nhìn thấy tình yêu nữa" "Ai wa Mō Mienai" (愛はもう見えない)                        | 11 tháng 8 năm 2019  |
| 322 | "Cánh cổng của lời thề" "Chikai no Tobira" (誓いの扉)                                          | 18 tháng 8 năm 2019  |
| 323 | "Ngọn lửa của rồng hoang dã" "Araburu Ryū no Honō" (荒ぶる竜の炎)                              | 25 tháng 8 năm 2019  |
| 324 | "Khi ngọn lửa tắt" "Honō Kieru Toki" (炎消える時)                                              | 1 tháng 9 năm 2019   |
| 325 | "Phá hủy thế giới" "Sekai Hōkai" (世界崩壊)                                                    | 8 tháng 9 năm 2019   |
| 326 | "Ma thuật của hi vọng" "Kibō no Mahō" (希望の魔法)                                             | 15 tháng 9 năm 2019  |
| 327 | "Những trái tim kết nối" "Tsunagaru Kokoro" (繋がる心)                                         | 22 tháng 9 năm 2019  |
| 328 | "Những đồng đội không thể nào thay thế" "Kakegae no Nai Nakama-tachi" (かけがえのない仲間たち) | 29 tháng 9 năm 2019  |